# إيغور ليبيديف
إيغور ليبيديف (18 أكتوبر 1978 بسانت بطرسبرغ في روسيا - ) هو لاعب كرة قدم روسي في مركز الوسط. لعب مع سيبير نوفوسيبيريسك وFC Chelyabinsk ‏ وFC Lokomotiv Saint Petersburg ‏.

## وصلات خارجية
- إيغور ليبيديف على موقع قاعدة بيانات كرة القدم.إي يو (الإنجليزية)
- إيغور ليبيديف على موقع Soccerway.com (الإنجليزية)